# Àngel Soler i Daniel
Àngel Soler i Daniel (El Bruc, 1891 - Barcelona, 1972) fou un metge que formà part d'una nissaga de metges berguedans originaris de Vilada originada el 1834. Fou el metge de Vilada, on hi va fundar el Sanatori Antituberculós de Vilada. A més a més, també creà el "Fons d'Auxili" per al metge pobre del Col·legi Oficial de Metges de Barcelona.

## Biografia
L'avi d'Àngel Soler i Daniel fou el metge de Vilada, Josep Soler i Massana i el seu pare fou el també metge Josep Soler i Sala. Va néixer a el Bruc el 18 de gener de 1891. Va cursar els seus estudis primaris a Santpedor, a Navarcles i a Vilada i va estudiar el batxillerat al Col·legi dels Jesuïtes de Manresa. Posteriorment va estudiar la carrera de Medicina a la Universitat de Barcelona. Durant la seva època d'estudiant universitari va treballar a la Farmàcia Casas de La Barceloneta i va inventar l'Elixir Daniel que era una fórmula farmacològica contra el dolor. També a la universitat va patir una tuberculosi pulmonar. Aquesta malaltia va fer que s'espesialitzés en la tisiologia, el tractament de la tuberculosi. El 1916 es va llicenciar en medicina i va passar a ser el metge de Vilada, càrrec que ocuparia durant 42 anys. Durant aquesta època era el metge de Vilada, Castell de l'Areny i La Nou de Berguedà. El 1961 es va jubilar després de ser metge de Sant Quirze de Besora durant dos anys.
Com a anècdota, el Dr. Soler afirma en una entrevista a La Vanguardia que ell mateix va portar una epidèmia de grip a Vilada des de les mines de Fígols que va afectar 580 de les 750 persones que vivien al poble però que només es van morir 4 persones (ell afirma que fou la taxa més baixa de tota la província).
Entre el 1970 i el 1972, quan va morir, va ser el president de la Secció de Metges Jubilats del Col·legi Oficial de Metges de Barcelona. El doctor Àngel Soler i Daniel va morir a Barcelona als 72 anys el 9 de març de 1972.

### Tisiòleg
La tisologia fou la seva especialitat mèdica. Àngel Soler creia en la importància del factor climàtic per a tractar les malalties respiratòries i després de visitar diversos sanatoris estrangers va crear el Sanatori Antituberculós de Vilada que va estar obert fins a la dècada de 1950, quan aquesta malaltia es va començar a tractar amb antibiòtics. Ell mateix, en una entrevista a la Vanguardia afirmà que la estreptomicina era el pitjor enemic dels tisòlegs.
Cianofilo, a la revista Destino cita al doctor Àngel Soler i Daniel en un article en el que critica l'abús dels antibiòtics pels seus efectes secundaris i que per a la curació dels pacients de les malalties pulmonars era millor la dieta i el repòs en un medi natural que també anaven bé per la lluita contra l'estrès.

### Política i activisme social
Àngel Soler i Daniel fou un dels fundadors de la Lliga Regionalista de la Barceloneta i va patir un atemptat del que va sortir il·lès quan anava a un míting. Tot i que va rebre una oferta de ser candidat a diputat va rebutjar dedicar-se a la política perquè preferia ser un metge rural.
El 1921 fundà l'Ateneu Democràtic Nacionalista de Vilada, del qual en fou el primer president; entitat catalanista vinculada a Acció Catalana.
La Vanguardia diu que al 1969 el Dr. Soler havia estat representant dels metges del districte de Berga durant 30 anys i que ho havia estat durant 16 anys dels metges rurals de la província de Barcelona.
El doctor Soler fou president de la Junta Comarcal del Berguedà del Col·legi Oficial de Metges de Barcelona i fou partícip de la creació del Sindicat de Metges de Catalunya, de la Mutual Mèdica i de la Cooperativa de Consum.
En el seu testament, Àngel Soler va llegar el 10% dels seus béns perquè es creés el "Fons d'auxili al metge pobre" que posteriorment va passar a tenir el seu nom: "Fons d'auxili al metge pobre Àngel Soler i Daniel". Aquest fons és per ajudar els metges jubilats de la província de Barcelona i el 1981 es va constituir en fundació de beneficència.

## Premis i homenatges
L'any 1933 fou elegit acadèmic corresponent de la Reial Acadèmia de Medicina de Barcelona.
El 1959 fou guardonat amb la Creu de l'Ordre Civil de Sanitat i després de la seva mort se li atorgà la Medalla al Mèrit col·legial provincial a títol pòstum.